# Neorina lowii
Neorina lowii är en fjärilsart som beskrevs av Doubleday 1849. Neorina lowii ingår i släktet Neorina och familjen praktfjärilar. Inga underarter finns listade i Catalogue of Life.